# Arthur Lassally
Arthur Lassally (* 19. Februar 1892 in Berlin; † 28. September 1963 in London) war ein deutscher Ingenieur und Industriefilmproduzent.

## Leben und Wirken
Lassally besuchte acht Semester lang die Technische Hochschule in Berlin-Charlottenburg. Anschließend wurde er von mehreren Firmen als Betriebsingenieur eingestellt und war eine Zeit lang auch sachverständiger Gutachter. Zur Filmbranche stieß Arthur Lassally bereits 1912, als er Mitarbeiter der Gesellschaft für wissenschaftliche Films und Diapositive GmbH wurde. 1915 wechselte er zur Prüfstelle für Ersatzglieder, und von 1917 bis 1919 war Lassally Angestellter der A.E.G. Maschinenfabrik. 
Im Juni 1919 gründete er gemeinsam mit dem Kaufmann Julius Wenk die Kinoreklame GmbH. Zweck des Unternehmens war laut Handelsregistereintrag „die Herstellung von Reklame- und Werbefilmen, auch der sogenannten Trick- und Kartoon-Filme sowie die Betreibung eines Filmreklame-Geschäfts“. Mit der eigenen Firma Film-Ingenieur Lassally GmbH stellte er nachweislich ab 1921 ein Jahrzehnt lang Industriefilme für unterschiedliche Auftraggeber her. Mit Ehefrau Adela (1888–1977) und Sohn Walter Lassally, der später ein berühmter Spielfilmkameramann und Oscar-Preisträger werden sollte, verließ Arthur Lassally das Deutsche Reich Adolf Hitlers und emigrierte im Juni 1939 nach Großbritannien. Was Vater Lassally dort beruflich machte, ist nicht überliefert.

## Filmografie
als Produzent und/oder Regisseur von kurzen Industriefilmen
- 1921: Torf statt Kohle
- 1923: Aus der Fördertechnik
- 1924: Massenfertigung von Filzhüten
- 1924: Tuchfabrikation
- 1924: Tausend fleiß’ge Hände
- 1925: Der Hebel
- 1926: Spritzguß
- 1926: Jedermanns Krone
- 1927: Index-O
- 1927: Mechanische Boten
- 1928: Von Hemden und Hemdchen
- 1928: Die Post im Hause
- 1929: Entrosten und Anstreichen einer großen Abraumbrücke
- 1929: Vom Werdegang einer Kirchenglocke
- 1930: Das Parker-Rostschutz-Verfahren
- 1930: Summt ihr Spindeln
- 1931: Aus der Formungs- und Vollendungstechnik
- 1931: Rost frißt Eisen